# Bagbera
Bagbera (en hindi: बागबेरा ) es una localidad de la India, en el distrito de Singhbhum oriental, estado de Jharkhand.

## Geografía
Se encuentra a una altitud de 224 m s. n. m. a 132 km de la capital estatal, Ranchi, en la zona horaria UTC +5:30.

## Demografía
Según estimación 2010 contaba con una población de 75 815 habitantes.